# Sygnał Wow!

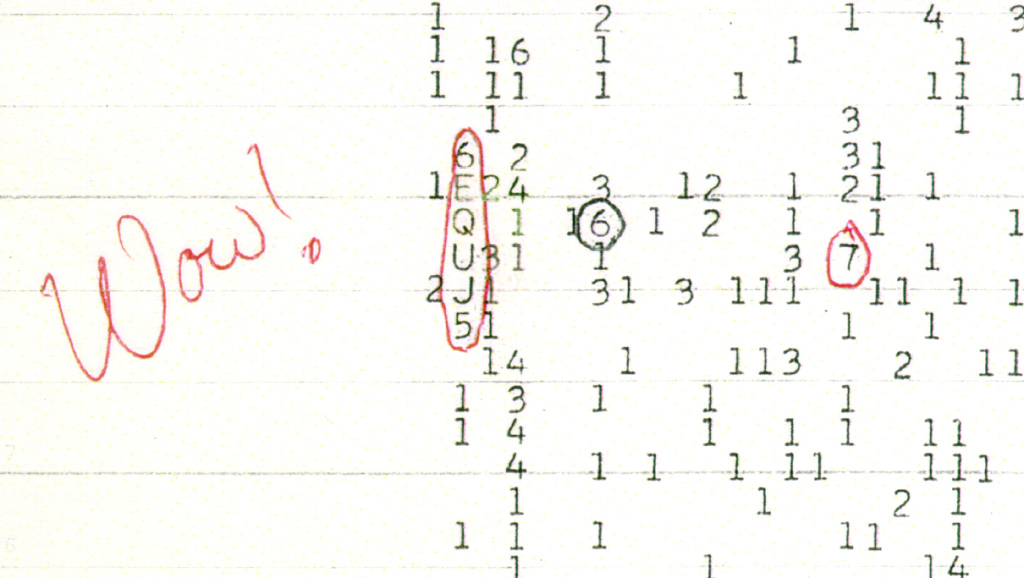
Fragment wydruku sygnału Wow! z sekwencją „6EQUJ5” i notatką J.R. Ehmana. W wierszach poszczególne kanały częstotliwości (każdy kanał obejmuje 10 kHz pasma); w kolumnach czas (lub współrzędne położenia na niebie). Zapis podaje względną moc sygnału:
spacja – od 0 do 1,0;
1 – od 1,0 do 2,0;
...
9 – od 9,0 do 10,0;
A – od 10,0 do 11,0;
...
U – od 30,0 do 31,0.

Sygnał Wow! – silny sygnał radiowy odebrany przez dr Jerry’ego R. Ehmana 15 sierpnia 1977 roku przy pomocy radioteleskopu Big Ear (ang. „Wielkie ucho”), należącego do Uniwersytetu Stanu Ohio, który od 1973 roku prowadził nasłuch nieba w ramach programu poszukiwania inteligencji pozaziemskiej SETI. Odkrycie przyciągnęło dużą uwagę jako potencjalny sztucznie wytworzony i pochodzący spoza Układu Słonecznego sygnał, trwający 72 sekundy. Później sygnału nie zaobserwowano.

## Odkrycie

### Poszukiwania
W 1959 roku w artykule w czasopiśmie „Nature” dwaj fizycy z Uniwersytetu Cornella Philip Morrison i Giuseppe Cocconi rozważali optymalny sposób komunikacji możliwy do wybrania przez rozwiniętą cywilizację pozaziemską celem kontaktu z potencjalną cywilizacją Układu Słonecznego. Autorzy za najbardziej prawdopodobny i zrozumiały dla każdej cywilizacji uznali sygnał o częstotliwości 1420 megaherców, czyli o długości fali 21 centymetrów odpowiadającej linii emisyjnej atomów wodoru i postulowali nasłuch sygnałów o tej częstotliwości, rozpoczynając od najbliższych gwiazd.
W 1963 roku w Delaware w stanie Ohio uruchomiono radioteleskop miejscowego uniwersytetu stanowego projektu Johna Krausa. Radioteleskop posiadał antenę odpowiadającą talerzowi o średnicy 150 (później 175) stóp i w latach 1965–1971 wykorzystywany był do programu nasłuchu radiowego katalogującego nowe obiekty Ohio Sky Survey. Badanie wykonywane było przeważnie na częstotliwości 1415 MHz (megaherców), choć także zbierano i analizowano dane na częstotliwościach 2650 MHz i 612 MHz. W 1973 roku, po zakończeniu programu z powodu obcięcia środków przez finansującą badania amerykańską National Science Foundation, radioteleskop został przeznaczony do poszukiwań sygnałów obcych cywilizacji. Projektując nowe badanie zdecydowano się na nasłuch sygnału o częstotliwości 1420,4058 MHz, czyli promieniowania emitowanego przez neutralne atomy wodoru.
Odbierany sygnał radiowy był zbierany i przetwarzany przez uruchomiony na komputerze IBM 1130 program komputerowy N50CH napisany przez Roberta Dixona i Jerry’ego Ehmana, wolontariuszy przy tych badaniach. Wydruk z IBM 1130 przedstawiał: po lewej stronie kalkulowaną wartość stosunku sygnału do szumu, po prawej informację o rektascensji i deklinacji przeliczonych do epoki B1950.0, podawane w 12-sekundowych interwałach. Lewa strona wydruku prezentowała dane dla poszczególnych 50 kanałów przeliczone wielokrokową formułą mającą oddać część całkowitą oszacowanego stosunku sygnału do szumu; te części całkowite kodowane były na 36-stopniowej, alfanumerycznej skali. Każdy znak lewej strony przedstawiał, dla danego czasu i kanału, stosunek natężenia (lub mocy) odbieranego sygnału (pomniejszony o wartość progową) do średniej kwadratowej natężenia. Taki pomiar wykonywano równocześnie dla poszczególnych kanałów o szerokości 10 kHz; przy czym najpierw w każdym interwale pomiar natężenia trwał 10 sekund i był uśrednieniem 10 pomiarów sekundowych wykonanych dla każdego z 50 kanałów; następnych około dwóch sekund zajmowało przetworzenie i analiza sygnału przez komputer. Otrzymaną wartość, stanowiącą wielokrotność aktualizowanej średniej kwadratowej mocy sygnału (będącej estymatorem odchylenia standardowego) kodowano na ww. alfanumerycznej skali od 0 przez A (10) do Z (35).

### Sygnał

Graf mocy sygnału względem czasu z danych z wydruku powyżej. Moc jest podana w jednostce względnej będącej stosunkiem mocy sygnału do szumu, czas w sekundach.

Do odkrycia miało dojść kilka dni po 15 sierpnia lub – według relacji Setha Shostaka – późnym wieczorem 16 sierpnia 1977 roku, gdy dr Jerry Ehman czytał wyniki obserwacji z poprzedniego dnia. Kluczowy wydruk zawierał sekwencję mocy sygnału „6EQUJ5”, wskazującą na wzrost, a następnie spadek odbieranej i przeliczanej zgodnie z powyższym opisem wartości intensywności sygnału. Największą intensywność wskazywał interwał „U” mający oznaczać uśrednione natężenie sygnału 30–31 razy większe od szumu tła. Nazwa sygnału wzięła się z notki zostawionej przez Ehmana na wydruku sygnału, gdy okazało się, że sygnał niemal idealnie pasuje do oczekiwanej charakterystyki sygnału od obcych inteligentnych form życia.
Sygnał został odebrany na założonej częstotliwości bliskiej linii wodoru (21 cm) i miał wąskie pasmo (poniżej 10 kHz). Czas odbierania sygnału wynikał z konstrukcji radioteleskopu, który omiatał kolejne obszary nieba w miarę obracania się Ziemi. Każdy punkt mógł obserwować przez 72 sekundy. Zgodnie z charakterystyką pozaziemskiego źródła intensywność zapisanego sygnału (sekwencja „6EQUJ5”) rosła przez pierwsze 36 sekund, a następnie malała.

Możliwe lokalizacje źródła sygnału Wow! na mapie nieba. Źródło sygnału może leżeć gdziekolwiek w obszarze czerwonych pasm. Dla lepszej widoczności szerokość pasm na rysunku jest większa niż w rzeczywistości.

Radioteleskop, który wykrył sygnał, wyposażony był w dwie postawione obok siebie anteny odbiorcze, obserwujące obszary nieba odległe od siebie o 3/4°. Sygnały ich były od siebie odejmowane, aby usunąć „tło”, czyli emisję ze strony ziemskiej atmosfery i innych ziemskich obiektów. Punktowe źródło na niebie powinno przejść przez pola widzenia obydwu odbiorników w odstępie około trzech minut (dokładnie: 2 minut i 50 sekund). Jednak w wypadku „Sygnału Wow!” emisja została zarejestrowana tylko przez jedną z anten. Oznacza to, że emisja albo rozpoczęła się po przejściu przez pole widzenia pierwszej anteny, albo zakończyła przed wejściem w pole widzenia drugiej. Ponieważ zapisywana była tylko wartość bezwzględna różnicy sygnałów, nie wiadomo, która z anten sygnał zarejestrowała.

Mapa cieplna przedstawiająca spektrogram wiązki. Sygnał WOW! w lewym dolnym rogu.

Niemożność ustalenia, która z anten odebrała sygnał, powoduje, że nie da się jednoznacznie ustalić położenia jego źródła (używany wówczas program komputerowy nie identyfikował anteny, z której pochodził sygnał).
Dodatkowo pierwotnie podane możliwe wartości rektascensji zawierały błąd. W późniejszych pracach Ehrman poinformował o znalezieniu błędu w stosowanym wówczas programie, który zamiast odejmować korektę odczytu potrzebną z powodu dwuantenowej konstrukcji teleskopu dodawał ją podwajając przekłamanie. Podane później skorygowane możliwe wartości rektascencji to (dla epoki 1950):
- 19h 22m 24,64s ±5s
- 19h 25m 17,01s ±5s[14][8].

Deklinacja źródła jest jednoznacznie określona (program na wydruku jednoznacznie zapisywał znak ujemny lub dodatni deklinacji), ale ze względu na konstrukcję anten znana jest ze słabszą dokładnością. Wynosiła ona −27° 03' ±20'.
Ten region nieba znajduje się w konstelacji Strzelca, około 2,5 stopnia na południe od grupy gwiazd Chi Sagittarii. Tau Sagittarii jest najbliższą dobrze widoczną gwiazdą.

### Próby ponownego odbioru
Zespołowi Ohio State nie udało się powtórzyć obserwacji, mimo ok. 100 skanów tego obszaru nieba w ciągu kolejnych kilku lat.
W 1987 i 1989 roku próbowano wykryć ponownie ten sygnał w ramach projektu META (Megachannel ExtraTerrestrial Assay) przy pomocy radioteleskopu w Harvardzie, a w latach 1995 i 1996 za pomocą znacznie potężniejszych urządzeń Very Large Array w stanie Nowy Meksyk. Ponowną próbę podjęto w 1999 roku za pomocą radioteleskopu Uniwersytetu Tasmańskiego (obserwatorium Mount Pleasant). Żadne z tych starań nie zakończyło się sukcesem. Powyższe poszukiwania, m.in. przy pomocy VLA, przedstawił w książce The Elusive Wow: Searching for Extraterrestrial Intelligence astronom amator Robert Gray.
Mimo braku powtórzeń „Sygnał Wow!” wciąż budzi zainteresowanie i uważany jest za jedną z nierozwiązanych zagadek astronomii.

## Możliwe wyjaśnienie
W styczniu 2016 roku prof. Antonio Paris i dr Evan Davies, uczeni z St. Petersburg College (w St. Petersburg na Florydzie), poinformowali, że według nich prawdopodobną przyczyną powstania sygnału były chmury wodoru otaczające obie bądź jedną z komet: 266P/Christensen lub P/2008 Y2 (Gibbs 8), które nie były znane w 1977 roku, a które w tamtym czasie znajdowały się w rejonie nieba, skąd dotarł sygnał. Informację o tym doniesieniu odnotowano m.in. na stronie internetowej tygodnika „New Scientist”, a Paris przystąpił do organizacji eksperymentu wspartego przez crowdfunding. Zbliżenie się tych komet do Ziemi między listopadem 2016 i lutym 2017 roku było okazją do ich ponownego nasłuchu przez radioteleskopy, podczas którego uzyskano bardzo podobny sygnał, jednakże ich wyjaśnienie spotkało się z krytyką odkrywcy oryginalnego sygnału. W 2017 roku Ehman wskazał, że jest wysoce nieprawdopodobne, aby komety były źródłem sygnału, co potwierdzili naukowcy z programu SETI Ohio State University Radio Observatory.

## Sygnał Wow! w kulturze popularnej
Odebrany sygnał spotkał się z odpowiedzią w fantastyce naukowej, kulturze masowej i popularnonaukowej. Odniesienie do sygnału pojawia się w teledysku do Oxygen 17 Jean-Michela Jarre’a. Na wydanym w 2012 roku albumie This Machine amerykańskiego zespołu The Dandy Warhols pojawił się utwór Seti vs. the Wow! Signal.
W ramach reklamy wchodzącego serialu National Geographic Chasing UFOs zbierano odpowiedzi na sygnał, by je wyemitować w kosmos w 35. rocznicę odebrania sygnału. Uwagę sygnałowi poświęcono w odcinku serialu Z Archiwum X (odcinek Mały zielony ludzik otwierający drugą serię), a także w serii Into the Universe with Stephen Hawking.
Czterdzieści lat po odbiorze sygnału powstał film dokumentalny Wow Signal z udziałem m.in. Jerry’ego Ehmana i Setha Shostaka.